# 金志祜
金志祜（1974年7月22日—），韓國女演員，大中華地區多錯譯為金芝荷或金芝禾。因拍攝《不是誰都能愛》而和金浩鎮相識並結為連理，現育有一女。

## 演出作品

### 電視劇
- 1994年：KBS《愛的問候》飾 韓鐘南
- 1995年：MBC《TV City（朝鲜语：TV시티）》飾 洪慧俊
- 1995年：MBC《公寓（朝鲜语：아파트 (드라마)）》飾 全賢娥
- 1995年：MBC《兩個爸爸（朝鲜语：두 아빠）》
- 1996年：SBS《八月的新娘（朝鲜语：8월의 신부）》飾 尹真京／可盈
- 1997年：SBS《夢想的宮殿（朝鲜语：꿈의 궁전）》飾 吳靜玟
- 1997年：MBC《三男三女（朝鲜语：남자 셋 여자 셋）》
- 1998年：SBS《愛你愛你（朝鲜语：사랑해 사랑해）》飾 李珠英
- 1999年：MBC《她的眼淚（朝鲜语：눈물이 보일까봐）》飾 金英恩
- 2000年：MBC《不是誰都能愛（朝鲜语：사랑은 아무나 하나 (2000년 드라마)）》（台譯：愛情有什麼道理）[8]飾 許敬茱
- 2001年：SBS《律師事務所（朝鲜语：로펌 (드라마)）》飾 朴正雅
- 2002年：SBS《情（朝鲜语：정 (2002년 드라마)）》飾 美娟
- 2002年：SBS《玻璃鞋》飾 金苔曦
- 2005年：SBS《重返單身（朝鲜语：돌아온 싱글）》飾 鄭琴珠
- 2007年：MBC《還是喜歡你》飾 李孝恩
- 2010年：SBS《不懂女人》飾 李敏晶
- 2014年：KBS《真是好時節》飾 姜東玉
- 2014年：SBS《奔跑吧薔薇》飾 安世英記者（特別演出）
- 2015年：MBC《我的女兒，琴四月》飾 金志映（特別演出）
- 2016年：MBC《家和萬事成》飾 韓美順

### 電影
- 1995年：《撒嬌的男人（朝鲜语：꼬리치는 남자）》飾 英恩
- 1997年：《因緣（朝鲜语：인연 (영화)）》飾 良熙
- 2011年：《對不起，謝謝你》飾 秀英
- 2012年：《十字弓防戰》飾 張恩瑞記者
- 2016年：《純情》飾 吉子（成年）
- 2017年：《鋼鐵雨》飾 崔秀賢
- 2021年：《通話限制》飾演 朴妍秀

### 綜藝
- 2014年11月7日: 《一日三餐》EP4

### MV
- 1994年：申昇勳《在那很久之後》

## 獎項
- 1995年：MBC放送大賞－新人賞
- 1996年：SBS演技大賞－人氣賞
- 1997年：韓國模特兒獎
- 2002年：SBS演技大獎－Drama Special部門 優秀演技賞（《情（朝鲜语：정 (2002년 드라마)）》）
- 2011年：環境財團（朝鲜语：환경재단）九週年後援之夜Green santa獎
- 2014年：KBS演技大賞－長篇電視劇部門 女子優秀演技賞（《真是好時節》）
- 2016年：MBC演技大賞－連續劇部門 女子黃金演技賞（《家和萬事成》）

## 備註
1. ↑  與的韓文皆非

## 外部連結
- 官方網站 （页面存档备份，存于）
- 金志祜在韩国电影数据库（KMDb）上的資料（韓語）